# Dora Carrington
Dora de Houghton Carrington, conocida como Carrington, (29 de marzo de 1893 – 11 de marzo de 1932) fue una  pintora y decoradora inglesa, recordada en parte por su asociación con miembros del círculo de Bloomsbury, especialmente con el escritor Lytton Strachey.  

## Infancia y juventud
Nació en Hereford, Inglaterra, asistió a una escuela femenina que promovía el arte; además sus padres le pagaron clases particulares de dibujo. Ganó una beca para la Slade School of Art de Londres donde conoció a los hermanos Paul y John Nash, Christopher Nevinson y Mark Gertler. Durante su estancia en la Slade School of Art coincidió con varias personas que serían importantes en su vida.
Después de su paso por Slade empezó a utilizar el apellido Carrington únicamente; en Slade era una práctica común que los estudiantes se refirieran los unos a los otros usando únicamente el apellido. En vida no fue muy conocida como pintora, ya que raramente firmaba sus obras y apenas expuso, aunque sí trabajó durante un tiempo en el Omega Workshop.

## Carrera y vida personal

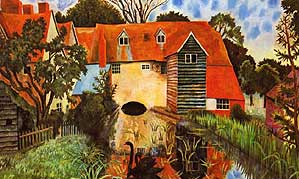
El molino en Tidmarsh, de Dora Carrington

No fue miembro del círculo de Bloomsbury, aunque se la asocia indirectamente con el mismo, generalmente debido a un estilo de vida bohemio y su relación con Lytton Strachey.
Carrington y el pintor Mark Gertler tuvieron una relación, al igual que posteriormente con el escritor Gerald Brenan. Se casó con Ralph Partridge, pero vivió la mayor parte de su vida con Strachey. Carrington se suicidó de un disparo en marzo de 1932, tras una profunda crisis depresiva en la que influyeron múltiples razones (una de ellas el fallecimiento de Strachey a causa de cáncer de estómago). La vida de Carrington y Strachey fue llevada al cine en 1995 en la película Carrington, con Emma Thompson en el papel protagonista.
Dora Carrington fue una experimentada retratista y paisajista, y también trabajó en artes aplicadas y decorativas, pintando sobre cualquier superficie que tuviera cerca, como letreros, tejas o muebles. También decoró vajillas. Carrington diseñó la biblioteca de la casa en Ham, Wiltshire donde vivió con Strachey y Partridge.
Desde 1970 creció el interés por su obra, que comenzó a obtener críticas positivas y valoraciones.